# Radio Corporación
Radio Corporación fue una estación radial chilena en el CB-114 de la amplitud modulada de Santiago, existente entre 1945 y 1973. Sus estudios se ubicaban en Morandé 25, en el centro de la capital chilena. La actual radio que lleva ese nombre no guarda ningún vínculo con la emisora histórica, que al momento de su clausura por la Junta Militar pertenecía al Partido Socialista de Chile.

## Historia
La radioemisora inició sus transmisiones el 17 de julio de 1945, y en el acto de inauguración de los estudios —ubicados en el edificio de la Caja de Previsión de Empleados Particulares— estuvo presente el presidente de la República, Juan Antonio Ríos. Al momento de iniciar sus emisiones era considerada la estación más potente de Sudamérica. Desde abril de 1945 se había realizado un concurso para escoger el nombre de la nueva radioemisora.
Durante su historia Radio Corporación pasó por distintos propietarios, entre ellos el Banco del Estado de Chile —la cual asumió el control total de la emisora en septiembre de 1958— y el diario El Mercurio. La propietaria inicial de la emisora era «Corporación Chilena de Broadcasting y Televisión S.A.», la que en septiembre de 1961 traspasó la radioemisora a «Sociedad Corporación de Radio y Televisión Limitada».
En 1945 nace en Radio Corporación El gran teatro de la historia, programa de radioteatro dirigido por el escritor Jorge Inostrosa Cuevas y que se mantuvo en el aire hasta 1959 narrando historias de personajes históricos de Chile.
Radio Corporación, al igual que varias radioemisoras durante la década de 1960, intentó presentar un proyecto en 1963 para instalar una estación de televisión privada, sin embargo dicha petición fue denegada por las autoridades de la época quienes mantuvieron la exclusividad de dicho medio de comunicación en mano de las universidades.
Hacia 1964 Radio Corporación —cuyo gerente era Salvador Fernández— aseguraba poseer el mejor auditorio de radio en el país, además de presentar una potencia de 50 kW en onda larga, tres equipos en onda corta, y tener equipos de grabación rápida en cintas, que optimizaban la grabación de programas. También presentaba en dicha época el informativo Radionoticias Odontine y se caracterizó por entregar boletines de noticias cada hora, así como también realizaba el programa matutino Alegres mañanas, que duraba cuatro horas y era realizado desde su auditorio.
En 1971 la emisora fue adquirida por el Partido Socialista de Chile, convirtiéndose en uno de los voceros oficiales de la Unidad Popular y conformando durante el gobierno de Salvador Allende la cadena radial denominada «La Voz de la Patria» junto a las radios Magallanes (perteneciente al Partido Comunista), Luis Emilio Recabarren (propiedad de la CUT), Portales, Nacional (perteneciente al MIR) y Sargento Candelaria (controlada por el MAPU).
El 11 de septiembre de 1973, como parte de las operaciones del golpe de Estado ocurrido ese día, la radio alcanzó a emitir el primer discurso de Allende realizado ese día desde el Palacio de La Moneda; cuando era emitido el segundo mensaje, la emisora fue silenciada definitivamente mediante el bombardeo de su antena transmisora, ubicada en el paradero 14 de la avenida Vicuña Mackenna, aunque logró transmitir durante unas horas adicionales a través de un pequeño transmisor FM ubicado en el techo del edificio de los estudios y que fue derribado durante la tarde del mismo día. El director de la emisora al momento de su cierre era Erich Schnake, secretario de comunicación del Partido Socialista, mientras que el jefe de Prensa era Miguel Ángel San Martín.Locutores Sergio Campos,Rodolfo Varela, locutor y Director de la cadena de emisoras del norte de chile 
Tras el golpe de Estado, los equipos y estudios de la emisora pasaron a formar parte de la nueva Radio Nacional de Chile, que inició sus emisiones el 12 de febrero de 1974.

## Emisoras asociadas
Entre las emisoras que estuvieron asociadas a Radio Corporación estuvieron:[cita requerida]
- Atacama de Copiapó
- Chañaral de Chañaral
- Occidente de La Serena
- Victoria de Limache
- Porteña de Valparaíso[11]
- Talcahuano de Talcahuano
- El Sur de Concepción
- Camilo Henríquez de Valdivia
- Turismo de Puerto Varas
- La Voz del Sur de Punta Arenas